# Dolichopus subapicalis
Dolichopus subapicalis är en tvåvingeart som beskrevs av Yang 1998. Dolichopus subapicalis ingår i släktet Dolichopus och familjen styltflugor. Inga underarter finns listade i Catalogue of Life.